# Пош, Филипп
Филипп Пош (нем. Philipp Posch, род. 9 января 1994 года, Юденбург, Австрия) — австрийский футболист, защитник клуба «Меттерсдорф». Основная игровая позиция — правый защитник. Также может играть на позиции центрального защитника.

## Клубная карьера
Воспитанник футбольного клуба «Краубат», в составе которого занимался с 2000 по 2008 годы. В 2008 году перешёл в академию клуба «Штурм», где провёл один сезон. В 2009 году Пош снова сменил клуб, подписав контракт с академией клуба «Адмира Ваккер Мёдлинг». Отзанимавшись один сезон в академии, с 2010 года Пош начал выступать за резервный фарм-клуб «Адмира Ваккер Мёдлинг II» в Австрийской Регионаллиге Восток. Дебютировал за фарм-клуб 18 марта 2011 года в матче против клуба «Нойзидль-ам-Зе».
За основную команду в Австрийской Бундеслиге Пош дебютировал 23 ноября 2013 года в матче против «Рид».
В январе 2014 года Пош на правах аренды перешёл в «Хорн» до конца сезона 2014/15. Дебютировал в клубе 10 марта в матче против «Санкт-Пёльтена», в котором команда Поша потерпела на выезде разгромное поражение со счётом 6:0. В общей сложности, в составе клуба Пош сыграл 8 матчей в Первой лиге Австрии. По окончании срока аренды Пош вернулся в «Адмира Ваккер Мёдлинг».
В январе 2015 года Пош был снова отправлен в аренду, на этот раз в клуб «Хартберг». Дебютировал в клубе 6 марта в матче против своего бывшего клуба «Хорн». До истечения срока аренды Пош сыграл 15 матчей в составе «Хартберга».
После окончания контракта с «Адмирой» провёл полгода в качестве свободного агента. 1 января 2019 присоединился к клубу четвёртой по силе лиги Австрии «Меттерсдорфу».

## Карьера в сборной
Пош представлял юношеские сборные Австрии разных возрастов. Свой первый вызов в сборную до 16 лет Пош получил летом 2009 года. Дебютировал 14 августа в товарищеском матче против сборной сверстников из Лихтенштейна, австрийцы выиграли этот матч с разгромным счётом 0:8. В общей сложности, за сборную до 16 лет Пош сыграл 6 матчей. 24 августа 2010 года Пош дебютировал в юношеской сборной до 17 лет в товарищеском матче против сборной Бельгии. Осенью 2013 года сыграл два матча за сборную до 18 лет: против сборной Швейцарии и Болгарии. 11 апреля 2012 года Пош сыграл свой первый матч за юношескую сборную до 19 лет против сборной Италии. За сборную до 19 лет Пош итого сыграл 11 матчей. В молодёжной сборной дебютировал 28 марта 2015 года в матче против сборной Катара до 23 лет. В своём следующем матче за молодёжную сборную против сборной Норвегии Пош забил свой первый гол на международном уровне.

## Достижения
«Адмира Ваккер Мёдлинг»
- Финалист Кубка Австрии: 2015/16